# North Bonneville
North Bonneville – miasto w Stanach Zjednoczonych, w stanie Waszyngton, w hrabstwie Skamania.